# Patriarcha Bułgarii
Patriarcha  Bułgarii jest patriarchą Bułgarskiego Kościoła Prawosławnego. Pierwszym duchowym przywódcą bułgarskiej cerkwi został w 870 r. Jerzy, noszący oficjalny tytuł arcybiskupa Silistry. Patriarchat bułgarski, uznany przez Cesarstwo Bizantyńskie w 927 r., został następnie zniesiony po podboju Bułgarii przez Bazylego II Bułgarobójcę w 1018 r. W okresie istnienia drugiego państwa bułgarskiego patriarchat został ponownie utworzony w 1235 r. i istniał z siedzibą w Tyrnowie aż do tureckiego podboju w 1393. Niezależny patriarchat bułgarski został odtworzony dopiero w 1953.
Arcybiskupi bułgarscy (870–917)
- Jerzy (arcybiskup Silistry) (870–886?)
- Józef Wyznawca (886 – po r. 896)

Patriarchowie  Bułgarii (927–1018)

Rezydujący w Presławiu:
- Leoncjusz (917–927) – ogłoszony patriarchą w 917 r.
- Demetriusz (927–?) – uznany przez Bizancjum za patriarchę
- Sergiusz ?–?
- Grzegorz ?–?
- Damian (?–969)

Rezydujący w Ochrydzie po upadku Presławia:
- German (ok. 970–980)
- Filip (980–1010)
- Dawid (1010–1018)

Biskupi i patriarchowie Bułgarii (1186–1393)
- Bazyli I (1186–1204)
- Joakim I (1204–1237 lub 1246)
- Bazyli II ?–?
- Joakim II ?–?
- Ignacy (1272–1273)
- Makary (1273–?)
- Joakim III (?–ok. 1300)
- Besarion ?–?
- Doroteusz ?–?
- Roman ?–?
- Teodozjusz I (?–1337)
- Joanik I ?–?
- Symeon (ok. 1346)
- Teodozjusz II (1360)
- Joanik II ?–?
- Eutymiusz (1375–1393)

Patriarchowie Bułgarii (od  1953)
- Cyryl (1953–1971)
- Maksym (1971–2012)
- Neofit (2013–2024)
- Daniel (2024–)